# نظریه نقطه ثابت باناخ
در ریاضیات، قضیه نقطه ثابت باناخ(همچنین به عنوان قضیه نگاشت انقباضی یا قضیه نگاشت انقباضی یا قضیه باناخ کاچیوپولی نیز شناخته می‌شود) ابزار مهمی در نظریه فضاهای متریک است. این نظریه وجود و منحصر به فرد بودن نقاط ثابت برخی از خود نگاشت های فضاهای متریک را تضمین می‌کند و روشی سازنده برای یافتن آن نقاط ثابت ارائه می‌دهد. می‌توان آن را به عنوان یک فرمول انتزاعی از روش پیکارد برای تقریب‌های متوالی درک کرد. این قضیه به افتخار استفان باناخ (۱۸۹۲–۱۹۴۵) که اولین بار آن را در سال ۱۹۲۲ بیان کرد، نامگذاری شده‌است.

## شرح مسئله
تعریف. فرض کنید {\displaystyle (X,d)} یک فضای متریک باشد. سپس یک نگاشت {\displaystyle T:X\to X} در صورت وجود، نگاشت انقباضی روی X نامیده می‌شود {\displaystyle q\in [0,1)} به طوری کهː
{\displaystyle d(T(x),T(y))\leq qd(x,y)}
برای همه {\displaystyle x,y\in X}.
قضیه نقطه ثابت باناخ. اجازه دهید {\displaystyle (X,d)} یک فضای متریک کامل غیر خالی با نگاشت انقباضی {\displaystyle T:X\to X} باشد سپس T یک نقطه ثابت منحصر به فرد {\displaystyle x^{*}}  در X (یعنی {\displaystyle T(x^{*})=x^{*}}) را می‌پذیرد. علاوه بر این، {\displaystyle x^{*}} را می‌توان به صورت زیر یافت: با یک عنصر دلخواه {\displaystyle x_{0}\in X} شروع کنید و یک دنباله {\displaystyle (x_{n})_{n\in \mathbb {N} }} توسط {\displaystyle x_{n}=T(x_{n-1})} برای {\displaystyle n\geq 1} تعریف کنید سپس نشان دهید{\displaystyle \lim _{n\to \infty }x_{n}=x^{*}}.
تبصره ۱. نابرابری‌های زیر معادل هستند و سرعت همگرایی را توصیف می‌کنند:
{\displaystyle {\begin{aligned}d(x^{*},x_{n})&\leq {\frac {q^{n}}{1-q}}d(x_{1},x_{0}),\\d(x^{*},x_{n+1})&\leq {\frac {q}{1-q}}d(x_{n+1},x_{n}),\\d(x^{*},x_{n+1})&\leq qd(x^{*},x_{n}).\end{aligned}}}
هر مقداری مانند q با ویژگی فوق را ثابت لیپشیتز برای {\displaystyle T} می‌نامند و کوچک‌ترین آنها را گاهی «بهترین ثابت لیپشیتز» برای {\displaystyle T} می‌نامند.
تبصره ۲. به‌طور کلی برای اطمینان از وجود یک نقطه ثابت، شرط {\displaystyle d(T(x),T(y))<d(x,y)} برای همه {\displaystyle x\neq y}، کافی نیست، همان‌طور که توسط نگاشت نشان داده شده‌است:
{\displaystyle T:[1,\infty )\to [1,\infty ),\,\,T(x)=x+{\tfrac {1}{x}}\,,}
که فاقد نقطه ثابت است. با این حال، اگر {\displaystyle X} فشرده است، پس این فرض ضعیف‌تر دلالت بر وجود و منحصربه‌فرد بودن یک نقطه ثابت دارد که به راحتی می‌توان آن را به‌عنوان کمینه‌کننده {\displaystyle d(x,T(x))} پیدا کرد. در واقع، یک مینیمم کننده با فشردگی وجود دارد و باید یک نقطه {\displaystyle T} ثابت باشد. سپس به راحتی نتیجه می‌گیرد که نقطه ثابت حد هر دنباله ای از تکرار {\displaystyle T} است.
تبصره ۳. هنگام استفاده از قضیه در عمل، معمولاً دشوارترین بخش به درستی تعریف کردن {\displaystyle X} است بطوریکه {\displaystyle T(X)\subseteq X}.

## اثبات
اجازه دهید {\displaystyle x_{0}\in X} دلخواه باشد و دنباله ای بصورت {\displaystyle (x_{n})_{n\in \mathbb {N} }} را با فرض x n = T (x n- 1) تعریف کنید. ما ابتدا توجه داریم که برای همه {\displaystyle n\in \mathbb {N} ,} نابرابری زیر را داریم.
{\displaystyle d(x_{n+1},x_{n})\leq q^{n}d(x_{1},x_{0}).}
این نتیجه استقراء بر روی n با فرض این واقعیت که T یک نگاشت انقباضی است. سپس می‌توانیم نشان دهیم {\displaystyle (x_{n})_{n\in \mathbb {N} }} یک دنباله کوشی است. به‌طور خاص، اجازه دهید {\displaystyle m,n\in \mathbb {N} } به طوری که m > n:
{\displaystyle {\begin{aligned}d(x_{m},x_{n})&\leq d(x_{m},x_{m-1})+d(x_{m-1},x_{m-2})+\cdots +d(x_{n+1},x_{n})\\&\leq q^{m-1}d(x_{1},x_{0})+q^{m-2}d(x_{1},x_{0})+\cdots +q^{n}d(x_{1},x_{0})\\&=q^{n}d(x_{1},x_{0})\sum _{k=0}^{m-n-1}q^{k}\\&\leq q^{n}d(x_{1},x_{0})\sum _{k=0}^{\infty }q^{k}\\&=q^{n}d(x_{1},x_{0})\left({\frac {1}{1-q}}\right).\end{aligned}}}
اجازه دهید ε > ۰ دلخواه باشد. از آنجایی که q ∈ [۰، ۱)، می‌توانیم یک {\displaystyle N\in \mathbb {N} } بزرگ پیدا کنیم  به طوری کهː
{\displaystyle q^{N}<{\frac {\varepsilon (1-q)}{d(x_{1},x_{0})}}.}
بنابراین، با انتخاب m و n بزرگتر از N می‌توانیم بنویسیم:
{\displaystyle d(x_{m},x_{n})\leq q^{n}d(x_{1},x_{0})\left({\frac {1}{1-q}}\right)<\left({\frac {\varepsilon (1-q)}{d(x_{1},x_{0})}}\right)d(x_{1},x_{0})\left({\frac {1}{1-q}}\right)=\varepsilon .}
این ثابت می‌کند که دنباله {\displaystyle (x_{n})_{n\in \mathbb {N} }} کوشی است. با کامل بودن ( X, d )، دنباله دارای حد {\displaystyle x^{*}\in X} است  علاوه بر این، {\displaystyle x^{*}} باید نقطه ثابت T باشد:
{\displaystyle x^{*}=\lim _{n\to \infty }x_{n}=\lim _{n\to \infty }T(x_{n-1})=T\left(\lim _{n\to \infty }x_{n-1}\right)=T(x^{*}).}
به عنوان یک نگاشت انقباضی، T پیوسته‌است، بنابراین آوردن حد در داخل T موجه بود. در نهایت، T نمی‌تواند بیش از یک نقطه ثابت در (X, d) داشته باشد، زیرا هر جفت نقطه ثابت متمایز p 1 و p 2 با انقباض T در تضاد است:
{\displaystyle d(T(p_{1}),T(p_{2}))=d(p_{1},p_{2})>qd(p_{1},p_{2}).}

## یادداشت
1. ↑   {{cite book}}: Empty citation (help)
2. ↑  Banach, Stefan (1922). "Sur les opérations dans les ensembles abstraits et leur application aux équations intégrales" (PDF). Fundamenta Mathematicae. 3: 133–181. doi:10.4064/fm-3-1-133-181. Archived from the original (PDF) on 2011-06-07.
3. ↑  Ciesielski, Krzysztof (2007). "On Stefan Banach and some of his results" (PDF). Banach J. Math. Anal. 1 (1): 1–10. doi:10.15352/bjma/1240321550. Archived from the original (PDF) on 2009-05-30.